# Tunde Kelani
Tunde Kelani né le 26 février 1948, plus connu sous le nom de TK, est un cinéaste nigérian. Au cours d'une carrière de plus de quatre décennies, TK se spécialise  dans la production de films qui font la promotion du riche patrimoine culturel du Nigeria et qui ont leurs racines dans la documentation, l'archivage, l'éducation, le divertissement et la promotion de la culture.
Il est également connu pour son amour de l’adaptation de matériel littéraire au cinéma, car la plupart de ses œuvres suivent ce style de réalisation. Parmi ses films, on retrouve Ko se Gbe, O Le Ku, Thunder Bolt, The Narrow Path, The White Handkerchief (en), Maami (en) et Dazzling Mirage (en),.
Très jeune, il fut envoyé à Abeokuta pour vivre avec ses grands-parents. La riche culture et tradition yoruba qu'il a vécue dans ses premières années, associée à l'expérience qu'il a acquise à la London Film School où il a étudié l'art du cinéma, l'a préparé à ce qu'il fait aujourd'hui ,,,.

## Biographie

### Jeunesse
Tunde Kelani, né Lagos, vit avec ses grands-parents à Abeokuta dans l'État d'Ogun. Il fréquente l’école primaire Oke-Ona à Ikija, Abeokuta, et poursuit ses études secondaires au Abeokuta Grammar School. À cette époque, son grand-père est chef (le Balogun d’Ijaiye Kukudi) et il a le privilège d’être témoin de près de la plupart des aspects du mode de vie Yoruba, de la religion yoruba, de la littérature yoruba, de la philosophie yoruba, des environnements yoruba et du monde yoruba, tels qu’ils se manifestent dans les arts.
Il s’initie très tôt à la littérature yoruba et est également fortement influencé par le théâtre, car les Yorubas ont à cette époque une tradition de théâtre itinérant très robuste. Pendant son temps au lycée, il a le privilège de voir la plupart des grands classiques du théâtre yoruba, notamment The Palm-Wine Drinkard, Oba Koso, Kurunmi, les pièces d'Ogunde et bien plus encore.
Il s’intéresse à la photographie dès l’école primaire et, tout au long de ses études secondaires, il investit activement de l’argent et prend le temps d’apprendre la photographie. Alors, forcément, il devient apprenti photographe après avoir terminé ses études secondaires. Plus tard, il se forme à la Western Nigeria Television (WNTV) de l’époque et fréquente ensuite la London Film School.

### Début de carrière
Dans les années 1970, Kelani travaille comme correspondant de la BBC TV et de Reuters, ainsi qu'à la télévision nigériane. Pour Reuters, il se rend en Éthiopie pour couvrir la sécheresse et au Zimbabwe à trois reprises pour couvrir l'indépendance . Une fois ses études terminées à la London Film School, il retourne au Nigeria et coproduit son premier film avec Adebayo Faleti, intitulé The Dilemma of Rev. Father Michael (Idaamu Paadi Minkailu). Parmi les autres coproducteurs figurent Alhaji Lasisi Oriekun, Wale Fanubi – son partenaire de Cinekraft, Yemi Farounbi et le scénario de Lola Fani-Kayode (en). Kelani travaille également sur la plupart des longs métrages produits au Nigeria en tant que directeur de la photographie. Certains des longs métrages 16 mm sur lesquels il travaille incluent : Anikura; Ogun Ajaye; Iya Ni Wura; Taxi Driver; Iwa et Fopomoyo. En 1990, Kelani est assistant réalisateur et acteur dans le film Mister Johnson, le premier film américain tourné sur place au Nigeria . Mettant en vedette Pierce Brosnan et Maynard Eziashi, le film est basé sur un roman de Joyce Cary de 1939 ,,,.

### Adaptations littéraires
TK développe un faible pour la lecture dès son plus jeune âge, ce qui devient ensuite son passe-temps favori. En commençant par les cinq œuvres dont Igbo Olodumare, Ogboju Ode Ninu Igbo Irunmale, Aditu Olodumare, Irinkerindo Ninu Igbo Elegbeje and Ireke Onibudo, il s’immerge dans toutes les œuvres littéraires sur lesquelles il peut mettre la main, enyoruba et en anglais. Une fois qu’il découvre la relation entre littérature et théâtre, il adopte les adaptations littéraires comme modèle de travail pour son cinéma. Non seulement il aime les livres, mais il aime aussi les auteurs, car il se trouve toujours parmi eux. Ses écrivains préférés incluent Kola Akinlade, Pa Amos Tutuola, Cyprian Ekwensi, Akinwunmi Ishola, Adebayo Faleti (en), Wale Ogunyemi (en) et Wole Soyinka.
Certains de ses films les plus réussis sont des adaptations littéraires et incluent : Koseegbe, Oleku, Thunderbolt (Magun), The White Handkerchief, The Narrow Path, Maami et recently Dazzling Mirage. Il décide de conserver ce modèle pour ses futurs films .

### Société de production
En 1991, Tunde Kelani crée sa propre société de production, Mainframe Films and Television Productions – Opomulero, pour pouvoir produire des films et pas seulement apporter un soutien technique. Issu du monde du théâtre et de la littérature, les adaptations de livres et de pièces de théâtre pour le cinéma sont au cœur de la pratique cinématographique de Kelani et à travers elles, il célèbre les écrivains et leur travail auprès de ce qu'il considère comme un public qui lit de moins en moins .
Chez Mainframe, il produit des films tels que Ti Oluwa Ni Ile, Ayo Ni Mo Fe, Koseegbe, Oleku, Thunderbolt (Magun), Saworoide, Agogo Eewo, The Campus Queen, Abeni, Narrow Path, Arugba and Maami,.
Son dernier ouvrage, Dazzling Mirage (en), une adaptation d'un roman d'Olayinka Egbokhare, est une histoire d'amour sur la façon dont une drépanocytaire surmonte la stigmatisation sociale, les préjugés et sa propre faible estime de soi, pour réussir, se marier et devenir mère. À travers le film, il espère attirer l’attention et la sensibilisation indispensables à la drépanocytose et aider les gens à prendre des décisions plus éclairées .

## Filmographie
- 1982: Orun Mooru (en)
- 1993: Ti Oluwa Nile 1; Ti Oluwa Nile 2; Ti Oluwa Nile 3
- 1994: Ayo Ni Mofe; Ayo Ni Mofe 2
- 1995: Koseegbe
- 1997: O Le Ku
- 1999: Saworoide
- 2000: The White Handkerchief (en)
- 2001: Thunderbolt: Magun
- 2002: Agogo Eewo (en)
- 2004: The Campus Queen
- 2006: Abeni; The Narrow Path
- 2008: Life in Slow Motion
- 2010: Arugba
- 2011: Maami
- 2015 : Dazzling Mirage (en)
- 2021: Ayinla

## Voir également
- Liste de producteurs de films nigérians